# Walther Hewel
Walther Hewel (Colonia, Alemania, 2 de enero de 1904 - Berlín, Alemania, 2 de mayo de 1945) fue un diplomático alemán durante el período de entreguerras y en la Segunda Guerra Mundial. Fue uno de los miembros iniciales del Partido Nacionalsocialista Obrero Alemán y activo miembro durante la existencia de este. Cabe destacar que fue uno de los pocos amigos personales de Adolf Hitler.

## Primeros años
Hewel nació en 1904 en Colonia, en el seno de una familia burguesa. Su padre, Anton, que era propietario una fábrica de cacao murió en 1913, cuando Walther tenía nueve años, momento en el que su madre, Elsa, se hizo cargo de la empresa de su marido.
Durante su adolescencia, en 1920, a la edad de dieciséis años, Hewel se convirtió en uno de los primeros afiliados al Partido Nazi (NSDAP), calculándose que estaría entre los primeros 200 o 300 integrantes de dicha colectividad.
Hewel se graduó de la secundaria en 1923, y durante el invierno de ese mismo año se incorporó a la carrera de ingeniería industrial en la Universidad Técnica de Berlín. En dicho período, fue partícipe del Putsch de Múnich. Luego de que Hitler fuese condenado a la cárcel tras el fracasado intento de golpe, Hewel tuvo que cumplir sus penas junto al futuro dictador en la prisión de Landsberg. Una vez liberados en 1925, Hewel partió a las Indias Orientales Neerlandesas (la actual Indonesia) a buscar oportunidades, trabajando como empleado para una empresa británica que producía café. Su labor era vender y plantar esta materia prima. No fue sino en 1930 cuando volvió a su natal Alemania.
Durante su estancia en Indonesia, organizó una rama local del Partido Nazi, conformada por inmigrantes alemanes en dicho territorio. A raíz de este nivel de organización previo a la consolidación en el poder por parte del NSDAP en 1933, cuatro años más tarde, en 1937, existían sucursales del partido en las ciudades de Yakarta (en ese entonces Batavia), Bandung, Semarang, Surabaya, Medan, Padang y Macasar.

## Colaboración durante el periodo nacionalsocialista: 1933-1945

### Década de 1930
Una vez retornado a Alemania, con Hitler consagrándose en el poder, fue considerado en el servicio diplomático y enviado a España (que atravesaba por la Segunda República [1931-1939]). De acuerdo con el periodista estadounidense James P. O'Donnell, Hewel fue «casi seguramente un agente del almirante de la Abwehr (servicio de inteligencia germano entre 1921 y 1944), Wilhelm Canaris».
En 1938, Hitler ordenó que Hewel retornase a Alemania. En este lapso, reanudó su amistad con el Führer, recibiendo órdenes expresas del dictador para reconocerse como jefe del equipo personal del canciller Joachim von Ribbentrop. Además de eso, pasó a integrar funciones diplomáticas en el Ministerio de Asuntos Exteriores.

### Segunda Guerra Mundial
Habiendo sido nombrado como «embajador especial para los asuntos exteriores», Hewel sirvió de enlace entre Hitler y von Ribbentrop, por lo que pasó a ocupar una posición clave dentro de las operaciones del Tercer Reich durante la guerra. No obstante, debido a la utilidad instrumental que poseía Hewel, pasó la mayor parte de la guerra sin una cartera oficial, por lo que se describió a sí mismo como «un embajador en ninguna parte». Durante los últimos años de la guerra, cuando Hitler se separó más de Ribbentrop, Hewel se convirtió en asesor principal de Hitler en todos los asuntos de política exterior y miembro del círculo interno de Hitler. Los sobrevivientes del círculo interno de Hitler afirmaron que Hewel le debía su posición por su larga participación en el Partido Nazi, y porque además era uno de los amigos íntimos del dictador. En sus memorias, Traudl Junge, la famosa secretaria privada de Hitler, describió a Hewel como una suerte de mayordomo de Hitler. Según Junge, Hewel fue encargado de coordinar su hogar, mantener la paz entre los militares y los funcionarios civiles alrededor de Hitler, y regular el contacto entre los miembros masculinos y femeninos del séquito de Hitler.
Prácticamente todos los relatos acerca de Hewel, lo describen como un hombre agradable y bondadoso, aunque no muy inteligente. Por lo general, terminaba lidiando con situaciones y eventos que Hitler no podía manejar. Otros miembros del círculo interno relataron que, a diferencia de muchos otros líderes nazis, Hewel pudo permanecer despierto y atento durante los largos monólogos de Hitler sobre temas como el antisemitismo. Heinz Guderian, al recordar a Hewel, comentó que era "un buen narrador y un buen oyente".
Hewel solía mostrarse tímido con las mujeres, y como resultado, Hitler a menudo intentaba ser una suerte de casamentero para él. Hewel sobrevivió a un accidente aéreo el 21 de abril de 1944 en el cual falleció el general Hans-Valentin Hube. Elizabeth Blanda, una enfermera de la Cruz Roja, cuidó a Hewel y luego se casó con él en Berchtesgaden.

## Muerte
Hewel permaneció en el círculo íntimo de Hitler hasta que se suicidó el 30 de abril de 1945. Como una de las pocas personas que permaneció cerca de él hasta el final, se dice que trató de animar a Hitler. Aparentemente, Hewel fue el último individuo en participar en una conversación larga y personal con Hitler.
Después del suicidio de Hitler, Hewel escapó del Führerbunker en un grupo liderado por Wilhelm Mohnke, oficial de la SS-Brigadeführer. Mohnke planeó partir hacia donde estaba el ejército alemán en Prinzenallee. Sin embargo, en aquel momento, Hewel estuvo sometido a un estrés psicológico. En sus memorias, Traudl Junge afirmó que, después de la muerte de Hitler, Hewel se mostraba extremadamente confundido e incapaz de tomar las decisiones más simples para sí mismo.
El grupo se movilizó a lo largo de los túneles del U-Bahn, mas su ruta fue bloqueada, por lo que al salir a la superficie, luego se unieron a otros cientos de civiles y militares alemanes que buscaron refugio una cervecería llamada Schultheiss-Patzenhofer. Al llegar a la reserva el 2 de mayo de 1945, Hewel expresó sus planes de suicidarse, lo cual se concretó pese a los esfuerzos del Dr. Ernst-Günther Schenck, que intentó convencerlo de que no lo hiciera. Hewel se suicidó de la misma manera que el Dr. Werner Haase había indicado a Hitler: mordiendo una cápsula de cianuro mientras se disparaba en la cabeza.
Según Schenck, Hitler había alentado a Hewel a suicidarse. Hitler advirtió a Hewel que si él era capturado por el Ejército Rojo, sería torturado y "montado en una figura de cera". Hitler le dio a Hewel una cápsula de cianuro y una pistola Walther 7.65, y luego le hizo jurar que se mataría en lugar de ser capturado por los soviéticos. Además, Schenck declaró que Hewel estaba agotado emocional y físicamente, siendo ello lo que contribuyó a su decisión.

## Relación con Hitler
Debido a su amistad con Hitler, a Hewel se le dio una gran cantidad de margen en sus acciones. Por ejemplo, según O'Donnell, Hewel jugó bromas constantes sobre su jefe, Ribbentrop, para divertir a Hitler y otros miembros de su séquito.

Después de la guerra, el diario de 1941 de Hewel se hizo público. Después del suicidio de Hitler, habló con otros acerca de su amistad que mantuvo con el dictador. Justo antes de su suicidio, le dijo al Dr. Schenck:
Hitler era un actor consumado (...) Hacia el final, era todo menos el líder: Der Führer. Fue convirtiéndose en un hombre que se alejaba de la realidad a medida que avanzaba (...) Al mirar hacia atrás en esas largas sesiones informativas, me sorprende que Hitler estaba irremediablemente envuelto en la grandeza de su misión. Aquello fue un sentido que ahora se estaba desintegrándose en la autocompasión. Ahí fue cuando la diosa Némesis comenzó a vengar su arrogancia, por lo que perdió el valor.
O'Donnell se refirió a Hewel como un hombre que tenía un asiento de primera fila en la historia, pero que carecía de la inteligencia y la perspectiva para darse cuenta de ello.

## En la cultura popular
Walther Hewel ha sido interpretado por los siguientes actores en producciones de cine:
- John Savident en la película británica, Hitler: The Last Ten Days (1973)[6]
- Gerald Alexander Held en la película alemana, Der Untergang (2004)[7]